# Acalypha fulva
Acalypha fulva é uma espécie de flor do gênero Acalypha, pertencente à família Euphorbiaceae.